# Satariel
Satariel (arameo: שהריאל, griego: Σαθιήλ) es un angel caído y/o demonio en las tradiciones judeo-cristianas. Se cree que el nombre proviene de Babilonia como combinación de shetar y el (Dios) que significaría "el lado de Dios". Sin embargo, Michael Knibb, cree que su nombre significa "La Luna de Dios" o "El Amanecer de Dios" según las copias Ge'ez del Libro de Enoc.,
En el Libro de Enoc se le describe como  el decimoséptimo Vigilante de los 20 líderes de los 200 ángeles caídos.
Dentro de la Cábala, representa o personifica a la tercera qlipáh, una de  las "cáscaras" impuras del Árbol de la Vida, y se asocia con la sefirá Biná (Binah). Mientras que Biná representa la comprensión y la estructura, Satariel simboliza la oscuridad, la restricción y el ocultamiento del conocimiento; y representa la niebla que impide la iluminación y el conocimiento puro, generando confusión y obstaculizando la sabiduría. En demonología, se indica que su regente es Lucifuge Rofocale, un demonio vinculado con el ocultamiento de la verdad y el conocimiento prohibido.